# Hylaeus umtalicus
Hylaeus umtalicus là một loài Hymenoptera trong họ Colletidae. Loài này được Cockerell mô tả khoa học năm 1936.